# Turn It Around
Turn It Around – debiutancki album studyjny hardcorowego zespołu Comeback Kid. Został wydany 4 marca 2003 roku przez Facedown Records. Materiał zarejestrowano w listopadzie 2002 roku. Całość trwa 27 minut i 57 sekund.

## Lista utworów
1. "All in a Year"
2. "Give and Take"
3. "Die Tonight"
4. "Changing Face"
5. "Playing the Part"
6. "Always"
7. "Step Ahead"
8. "Operative Word"
9. "Bitter Tongue"
10. "Something Less"
11. "Never Fade"
12. "Without a Word"
13. "Lorelei"

## Twórcy
- Scott Wade – Wokal
- Andrew Neufield – Gitara i wokal
- Jeremy Hiebert – Gitara
- Kyle Profeta – Perkusja
- Cliff Heide – Bass